# Volker Wollmann
Volker Wollmann (n. 17 aprilie 1942, Sibiu, România) este un istoric german din România, specialist în istoria patrimoniului industrial al României.

## Scrieri
- Johann Michael Ackner (1782-1862). Leben und Werk, Cluj, 1982;
- Un mileniu și jumătate de minerit aurifer la Roșia Montană, București, 2017;
- Patrimoniu preindustrial și industrial în România, 9 volume.